# Puqueldón
Puqueldón is een 
gemeente in de Chileense provincie Chiloé in de regio Los Lagos. Puqueldón telde 3.921 inwoners in 2017.